# ハンプトン・ローズ

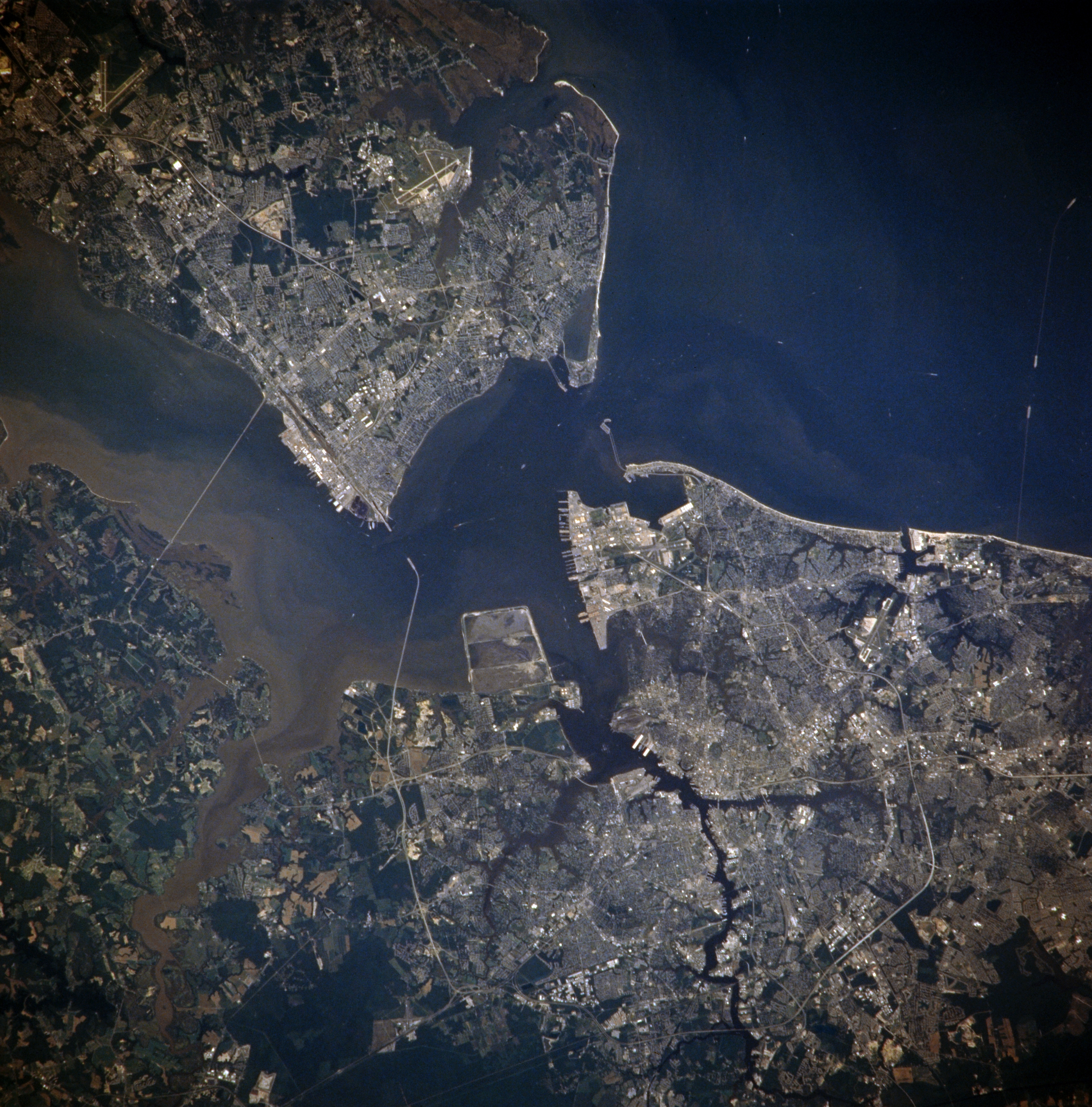
ハンプトン・ローズの衛星写真（1996年撮影）

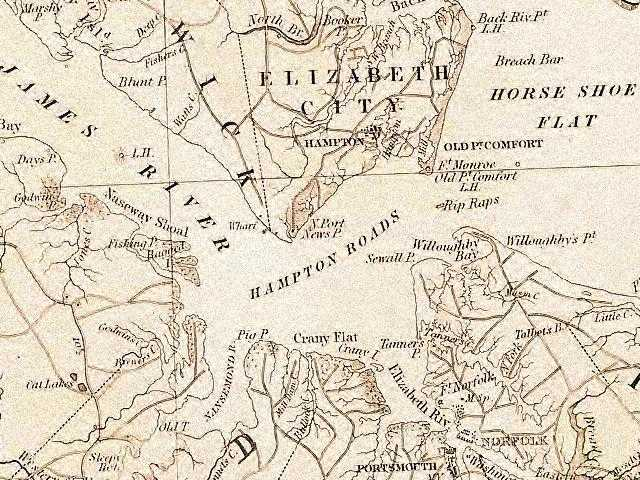
ハンプトン・ローズ、バージニア州公式地図（1858年頃）

ハンプトン・ローズ（Hampton Roads）は、バージニア州南東部の海域およびそれを取り囲む陸域両方の名称である。ハンプトン・ローズは不凍湾として、また、アメリカ海軍、空軍、陸軍及びNASAの施設、造船所、給炭桟橋、何百マイルにも及ぶウォーターフロントの施設や海岸で有名であり、これらは地域経済の多様化と安定に大きく寄与している。
ジェームズタウン、およびウィリアムズバーグといったバージニア初期の入植地が築かれた、バージニア植民地の歴史の始まりの場所でもある。

## 概要

### 水域
ハンプトン・ローズ（地元では非公式に「ザ・ハーバー」（the harbor）と呼ばれる）として知られる水域は、世界でも有数の天然湾であり、エリザベス川河口とジェームズ川河口を含み、いくつかの小さな川が流れ込む。そして、ハンプトン・ローズ自体がチェサピーク湾へ流れ込み、大西洋に通じる。

### 陸域

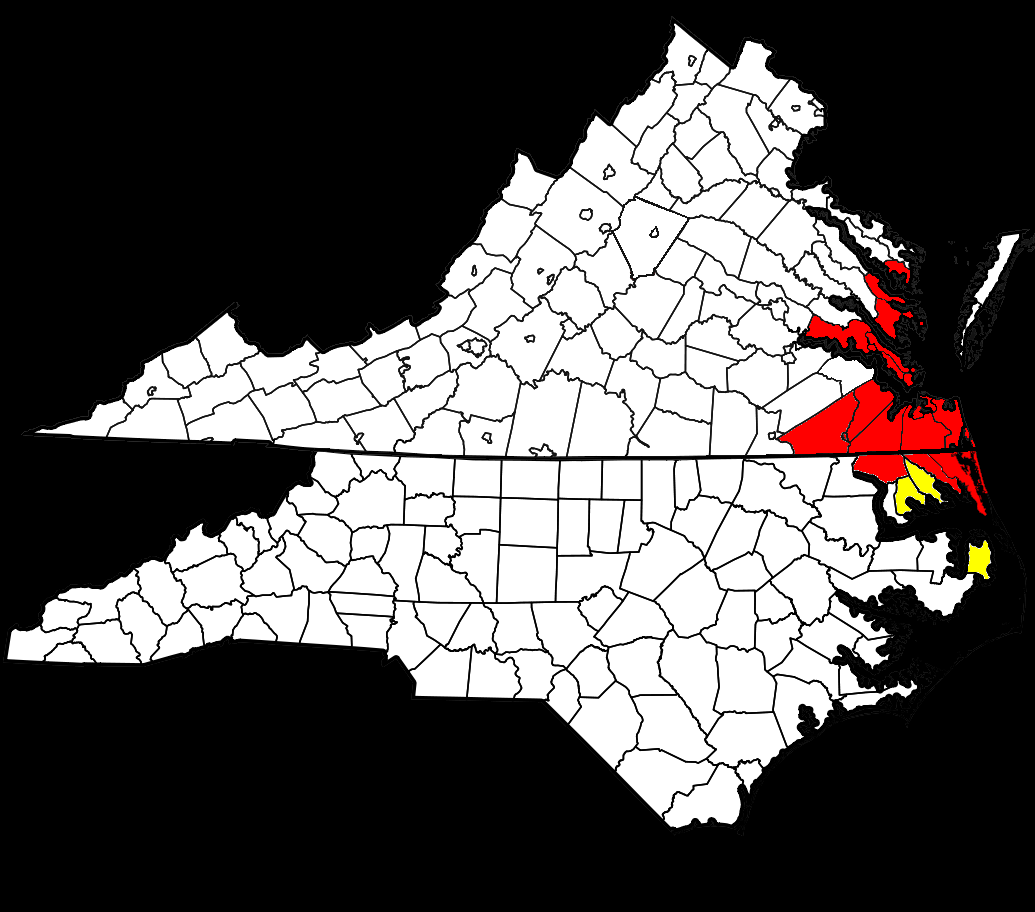
ハンプトン・ローズ都市圏（赤）
バージニア州（上）
ノースカロライナ州（下）

陸域は、バージニア州南東部の角の部分に当たり、北部のバージニア半島と南部のサウス・ハンプトン・ローズからなる。この地域は「タイドウォーター・バージニア」とも呼ばれるが、「タイドウォーター・バージニア」は正確にはハンプトン・ローズよりも北部を含むバージニアの海岸部の平野全てを指す。
ハンプトン・ローズに含まれるチェサピーク、ハンプトン、ニューポート・ニューズ、ノーフォーク、ポーツマス、サフォーク、バージニア・ビーチの7つの主要都市は「セブン・シティーズ」（Seven Cities）と呼ばれる。これらの都市は、ハンプトン・ローズ・ベルトウェイで結ばれている。この地域は他にフランクリン、ポコソン、ウィリアムズバーグといった独立都市、多くの郡や町を含む。
ハンプトンローズ都市圏（公式には、バージニア・ビーチ - ノーフォーク - ニューポート・ニューズ、バージニア州 - ノースカロライナ州都市圏 Virginia Beach-Norfolk-Newport News, VA-NC MSA）の人口は約170万人であり、アメリカ合衆国で33番目の都市圏を形成する。また、メジャーなプロスポーツチームを持たない最大の都市圏である（いくつかのマイナーリーグチームおよび大学のI-AAチームが存在する）。